# My Generation/Understand
「My Generation/Understand」（マイ・ジェネレーション/アンダースタンド）は、日本のシンガーソングライター・YUIのメジャー9作目（通算10作目）のシングル。

## 概要
- 前作「CHE.R.RY」から約3か月ぶりにして、初の両A面シングル[1]。
- 表題1曲目は内山理名主演のテレビドラマ『生徒諸君!』の主題歌に[1][2]、表題2曲目は竹内結子主演の映画『サイドカーに犬』の主題歌に起用された[1][3]。ドラマのタイアップを手掛けるのは「feel my soul」以来8作ぶり、映画のタイアップを手掛けるのは「Good-bye days」以来4作ぶりとなった。
- 「Rolling star」以来2作ぶりに単数形態で発売された。
- オリコンチャートデイリー1位[4]、初登場1位を獲得。シングルとしては初の首位獲得を果たした[注 1][5]。

## 収録曲
| 全作曲: YUI。 |                                       |      |            |              |      |
| #             | タイトル                              | 作詞 | 作曲・編曲 | 編曲         | 時間 |
| 1.            | 「My Generation」                     | YUI  | YUI        | northa+      | 3:56 |
| 2.            | 「Understand」                        | YUI  | YUI        | northa+      | 3:33 |
| 3.            | 「CHE.R.RY 〜YUI Acoustic Version〜」 | YUI  | YUI        | YUI、northa+ | 3:29 |
| 4.            | 「My Generation 〜Instrumental〜」    |      | YUI        | northa+      | 3:55 |

### 解説
1. My Generation
2. Understand
3. CHE.R.RY 〜YUI Acoustic Version〜
メジャー8thシングルの表題曲の弾き語りアコースティックバージョン。
4. My Generation 〜Instrumental〜
表題曲のインストゥルメンタルバージョン。

## 参加ミュージシャン
- YUI：Vocal & Chorus (#1〜3)、Guitar (全曲)

Support Musician
- 鈴木Daichi秀行：Guitar & Programming (#1,2,4)、Bass (#1)
- 四家卯大ストリングス：Strings (#2)

## タイアップ
- テレビ朝日系列金曜9時枠ドラマ『生徒諸君!』主題歌 (#1)
- ビターズ・エンド配給映画『サイドカーに犬』主題歌 (#2)

## 収録アルバム
- I LOVED YESTERDAY (#1)
- MY SHORT STORIES (#2)
- SHE LOVES YOU (#1 Bossa Live Version)
- GREEN GARDEN POP (#1)
- ORANGE GARDEN POP (#2)